# 同居犬耳娘
同居犬耳娘（いぬみみ），是由日本漫畫傢中島零創作的漫畫。由白泉社出版雜誌《Young Animai》增刊第三期（2005年7月7日）刊載第一話。由同雜誌增刊《嵐》于第2005年第6期刊載第二話後，一直連載至2007年第6期為止，並出版三本單行本，現已完結。

## 作品簡介
男主角城崎優一郎是一個健康成長的平凡高二學生，結束了在加拿大半年的家中學堂（寄宿家庭）后回到日本。心懷期待著與三只愛犬重逢的喜悅心情忐忑地拉開房門之後，屋内不見愛犬，取而代之的卻是一個身著内衣的性感身影。“主人！”那個美少女突然叫著飛撲向優一郎，原來她（？）的真身竟然是……
與三只成爲美少女的愛犬，以及不慎被捲進來的青梅竹馬惠美奈，我們的男主角優一郎熱鬧又稍微有點色色的生活開始了。

## 主要登場人物
城崎優一郎
本作主人公。沒有什麽太特別的特徵，普通的中學2年級學生。戴著眼鏡，所屬學校的2年E組。一樣地身処青春期，也精力旺盛，對色情的事情有點感興趣，但是本性純真，看到異性的裸體就會噴出鼻血。數年前母親去世，父親爲了填補他的寂寞，先後為他飼養了三只狗。在加拿大的家中學堂學習了半年，回國以後被3只全部變成美少女的愛犬著實吃驚了一下。於是現在爲了幫助和教育外表是人類的三只愛犬而過著忙碌的日子。
優一郎繼承了父親天才的智力，被NASA邀請參加兩年的研修留學。但是條件是：將耶魯佳等三只愛犬留在日本，或是使其恢復到狗的形態。優一郎因此決定拒絕邀請。但是因爲受到惠美奈與耶魯佳“追趕自己的夢想”等言語的鼓勵，優一郎最終決定帶上回復原型的耶魯佳前往留學。
城崎耶魯佳
城崎家飼養的其中一只犬。犬种是阿拉斯加雪撬犬，9月22日出生，年齡3嵗（開篇的時候為2嵗7個月），幾乎是成犬的樣子。蒼色長髮，青色瞳孔，尾巴很大，毛集成簇。稱呼優一郎為“主人大人”（ご主人様）。如果被觸摸尾巴就會失去冷靜，如果觸摸的人不放開便會發怒。在城崎家的三只犬中胸部是最大的。耶魯佳第一個來到城崎家，代替優一郎的母親成爲消沉的優一郎的心靈支柱。性格特別地平和與堅強。很喜歡作爲主人的優一郎，成爲人的形態，給主人支持也是她的想法。害怕水，在狗的身形的階段就討厭洗澡，會不停鬧騰。作爲人的形態后照樣如此，被優一郎、莉諾和惠美奈教授身體的洗法以後，仍然不能一起洗澡。另外，因爲本質仍然是狗的關係，與優一郎洗澡的事情也完全不在意。老鼠也是她害怕的東西，看到了試驗用小白鼠（名字叫“斯圖亞特MK-III”）也會休克，醒過來以後便不會説話。;
經過沉重的抉擇后回復狗的形態的耶魯佳與留學的優一郎前往異國，幸而一年后優一郎和父親丈一郎開發出更安全的將犬類人形化的技術，耶魯佳得以在回國之後重新變爲人形並徹底融入人類的生活。
城崎莉諾
城崎家飼養的另一只犬。犬种是杜伯曼犬。年齡3嵗10個月（開篇時3嵗5個月），是完全的成年犬。人的形態是20嵗左右女性的樣子。留著鉄青色短髮，但前髮是茶色，青色瞳孔，有些許吊目，尾巴很短，是巨乳。第二個來到城崎家，在狗的形態時作爲城崎家的看門狗，成爲人形以後仍然如此，在門口瞪著發光的眼睛防備陌生人的進入。惠美奈用複製的鑰匙進入城崎家的時候，莉諾就變成了這副模樣（當然在弄清了對方的身份之後馬上就解除了）。被以前的飼養者扔掉，進入過流浪犬收容所，後來被優一郎帶出，但因此帶有了暴烈好戰的性格。稍微有小摩擦就會向對方（人或狗）實行“要不要咬斷你的喉嚨”的威脅。
不是很喜歡説話，也不是很喜歡笑，和其年齡最大也有關係，在城崎家的三只狗中處於大姐頭的角色。在三只狗中唯一地把優一郎的父親丈一郎作爲主人，而對優一郎只稱名字而沒有稱呼，原因是其看起來比優一郎年長，性格也更加堅韌。另外，莉諾也經常嚴格地教導優一郎和兩只犬。睡覺時其他兩只犬在優一郎的床上和優一郎一起睡，而莉諾必定會睡在床下，努力維繫著“看門狗與主人”的最低限度的主從關係。懂得看書，並且以此獲得知識。愛吃的東西當然是肉。
城崎露娜
城崎家飼養的最年幼的犬，9月15日出生，年齡2嵗（開篇時1嵗7個月），還不是成犬，犬种是卡狄根·威尔斯·柯基犬（Cardigan Welsh Corgi）。最後來到城崎家。作爲人的形態是10嵗左右的樣子。茶色短髮，左右各梳成一束，並且用金屬箍箍起來，瞳孔也是茶色，而尾巴是很大的一簇。比起其他的兩只犬身材要小，胸部也還比較小。因爲不是成犬的關係，性格坦率而天真爛漫，曾經在優一郎出門前給他“出門的親親”。只是還難以適應人的形態，走路經常跌倒。喜歡被優一郎撫摸，也是三只犬中最親近惠美奈的人，只要見面必定會緊貼在一起，稱呼優一郎為“優一郎大人”（優一郎さま）。喜歡受到優一郎的讚揚，並爲此比耶魯佳還早地學會洗澡。喜歡吃的東西是狗餅干，但討厭蔬菜。愛看刑警片。
楠惠美奈
與優一郎同嵗的青梅竹馬，14嵗，性格開朗並且有點傲嬌，是母親來自外國的混血兒。橙色頭髮，梳著長馬尾，胸部很平常地符合相應年齡的大小，很明顯比耶魯佳小，但是自己毫不自覺。對優一郎懷著淺淺的愛慕，也因此成爲了人形的耶魯佳的情敵。替城崎家保管者廚房入口的備用鑰匙，因此能自由進出城崎家。絲毫不能容忍耶魯佳等人（犬）和優一郎洗澡，並代替優一郎教授她們洗澡的方法。稱呼優一郎“優君”（優くん），向耶魯佳她們讓出自己的舊衣服和泳裝（泳裝只有露娜能穿得上……）。同時也幫助她們購買内衣，與露娜關係甚好。
城崎丈一郎
優一郎的父親，出色的發明家與科學家。擔任城崎技術開發有限公司的社長（似乎只是一人公司），耶魯佳、莉諾和露娜變成人型的禍首。通過動物語言翻譯機知道耶魯佳想變成人的願望。用“今天會晚回家”一樣的語氣告知兒子要去印度的事情，此後輾轉于世界各地。似乎不怎麽關心家裏的事情，但在露娜的生日時贈送了蛋糕。被莉諾稱作“大主人”（大御主人様（おおごしゅじんさま）），在故事尾聲的時候終于在漫畫裏登場。
村山琉璃
在暑假學校泳池開放日與露娜成爲朋友的少女，是露娜的第一個“人類的朋友”。商業街“村山肉店”店家（お肉のムラヤマ）的女兒，留著長長的直髮，生日只比露娜晚一點點，因此參加露娜的生日宴會之後也向她發出同樣的邀請。
鎮内居民
城崎家的鄰居們，很多人在杜鵑丘商業街開店。早早的知道了城崎家的狗變成了人類的事情，並且一致作出了“如果是城崎先生這樣做的話那麽一點也不奇怪”這樣的推斷。但不知爲何與城崎家特別親近的惠美奈會不知道這件事。

## 主要場景
第9回（單行本第二卷收錄）出現的警車的畫面，因爲車牌是多摩的號碼，因此被推斷為根據東京都多摩地區做的場景設定。
城崎家
優一郎的傢，和三只人形愛犬同住。作爲民房有相當寬廣的地基，並且是磚墻構造，門口的院子總是放著丈一郎的新發明，材料等物品被堆放在狹窄的門廳裏。這些發明好像有先進兵器、噴射機和巨大鬱金香等等，正門口安裝有防盜設備。也作爲城崎技術開發有限公司的總部。另一棟房子有研究所，以及可以居住多人的大房閒，地下有旅館等級的大浴池，男女分浴。現在的水源是自來水，但是丈一郎似乎打算要挖溫泉。
杜鵑丘商業街
惠美奈的居住地，性格溫和善良的店主們開店的街道，優一郎等人平時在這裡購物，創立了60多年，是有歷史的商業街。
楠家蔬果店
杜鵑丘商業街有名的菜店，由惠美奈家經營。惠美奈的父親作爲店主在人們中間很有威望，母親是擅長日語的有特殊愛好的外國人，也是個長髮美人。
犬耳女僕中華咖啡廳·汪！
杜鵑丘商業街經營的中國風咖啡廳，原名叫“臺灣酒家·王”（台湾酒家 王（わん）），店主王先生因爲經營不善停止營業前嘗試著在商業街建立60紀念儀式中與耶魯佳和惠美奈等人建立了“犬耳女僕中華咖啡廳”並受到熱烈歡迎。而身爲人類的惠美奈和優一郎則帶上了丈一郎發明的可以依照人的思想而活動的犬耳與尾巴，而優一郎更是變成了“犬管家”的樣子。紀念儀式之後，咖啡廳繼續以此形式營業，只不過店員換成了穿戴犬耳與尾巴的人類少女。

## 書目資料

### 單行本
被白泉社作爲“ジェッツコミックス”書目系列出版。全3巻。
1. 第1巻（2006年7月5日發行） ISBN 4-592-14261-6
2. 第2巻（2006年12月26日發行） ISBN 4-592-14262-4
3. 第3巻（2007年8月5日發行） ISBN 978-4-592-14263-8